# Brouwerij Goossens (Meldert)
Brouwerij Goossens is een voormalige brouwerij in het Oost-Vlaamse Meldert in België. De brouwerij was gelegen in de huidige Putstraat, dicht bij de kerk. De brouwerij bestond al voor 1750 en was actief tot 1927.

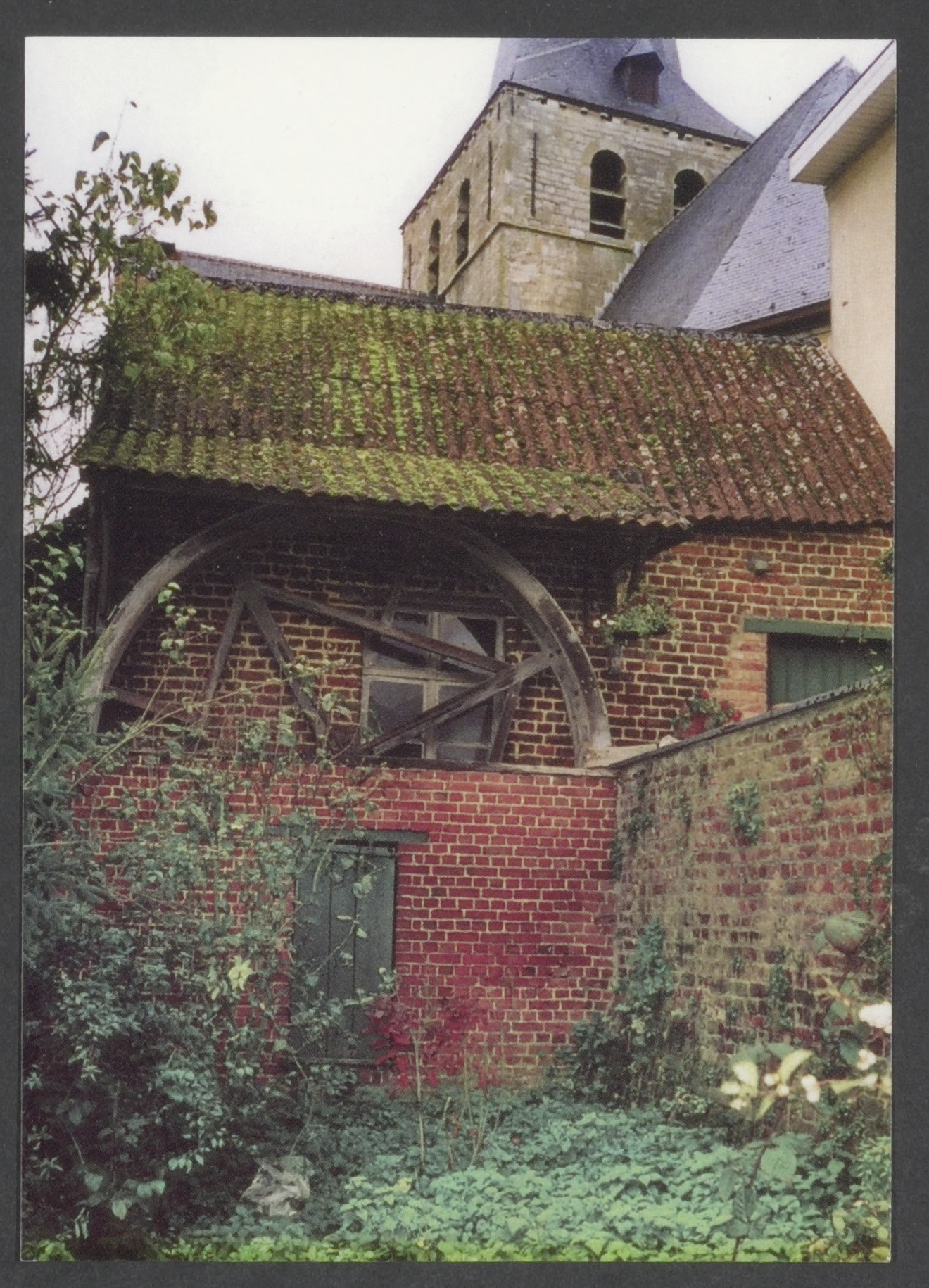
Hondenrad aan brouwerij Goossens te Meldert.

## Historiek

### Voorgeschiedenis
In de Putstraat bevond er zich al sinds mensheugenis een brouwerij naast de kerk. Deze brouwerij komt reeds voor op het kaartboek van Meldert, getekend door Joos De Deken, uit 1729. Op de weide achter het brouwershuis, dicht bij de beek, vinden we op oude kaarten deze oude brouwerijen terug.

### Familie Goossens
Familie Goossens is een belangrijke familie uit Steenhuffel, met stamboom tot in de 14e eeuw. Vele familieleden verkregen het zogenaamde 'meisseniersstatuut' in het hertogdom Brabant, een statuut met zeer oude privileges voor de vrije boerenstand.
Petrus Goossens (geboren in 1745) was de eerste telg uit de familie die zich in Meldert vestigde. Zijn zoon, ook Petrus, was de eerste brouwer in de familie. Hij nam de reeds bestaande brouwerij in de Putstraat over. Petrus professionaliseerde de brouwerij en bouwde een brouwershuis met brouwerij en azijnhof, in de eerste helft van de 19e eeuw. De brouwerij evolueert van een brouwerij-boerderij naar een semi-industriële brouwerij.
De zoon van Petrus, Willem, was burgemeester van Meldert (1850-1868) en nam de brouwerij over. Ook Willem's drie zonen zetten de familietraditie voort: Gustave werd burgemeester-landbouwer, Camille (de jongste zoon) werd burgemeester-brouwer. Het is Camille die het 'oude' brouwershuis, met 17e-eeuwse kern verbouwde.
Camille bleef ongehuwd en was de laatste brouwer. Tijdens de Eerste Wereldoorlog werd het koper uitgebroken. Na de oorlog volgde een herstart, maar niet veel later stopte de bedrijvigheid op de brouwerij definitief.